# Alfred Moore Scales
Alfred Moore Scales (26 novembre 1827 – 9 février 1892) est un législateur de l'État de Caroline du Nord, général confédéré de la guerre de Sécession et 45e gouverneur de la Caroline du Nord de 1885 jusqu'en 1889, et membre du Congrès.

## Jeunesse
Scales naît à Reidsville, dans le comté de Rockingham, en Caroline du Nord. Il vit à Mulberry Island Plantation. Après été instruit dans une école presbytérienne, à l'institut Caldwell  et à l'université de Caroline du Nord à Chapel Hill, Scales devient enseignant pendant un temps. Plus tard, il étudie le droit avec le juge William H. Battle et le juge Settle, puis ouvre un cabinet à Madison, en Caroline du Nord. Pendant qu'il est à l'université de Caroline du Nord à Chapel Hill, il est membre des sociétés de dialectique et de philanthropie.

## Avant la guerre
Scales est élu avocat du comté en 1852. Il est élu à quatre reprises à la législature de l'État de Caroline du Nord et sert en tant que président de la commission des finances. En 1854, il est candidat, mais échoue, en tant que démocrate au congrès des États-Unis dans un district whig. En 1857, il est élu au congrès, mais est défait lors de la réélection deux ans plus tard. À partir de 1858 jusqu'au printemps 1861, il occupe le poste de greffier et de maître de la cour de l'équité du comté de Rockingham. En 1860, il est électeur pour un ticket de Breckinridge et par la suite est impliqué dans le débat sur la sécession de la Caroline du Nord.

## Guerre de Sécession

### Début du service militaire
Alfred Scales effectue tout son service lors de la guerre de Sécession dans l'armée de Virginie du Nord de Robert E. Lee. Peu après l'appel pour des troupes de Washington, il se porte volontaire comme soldat au service de la Caroline du Nord, mais il est élu capitaine de la compagnie H du 13th North Carolina, et est élu pour succéder au général William Dorsey Pender, comme colonel le 14 novembre 1862. Il est engagé à Yorktown et à la bataille de Williamsburg, lors de la campagne de la Péninsule, et lors de la bataille des sept jours près de Richmond. Après Malvern Hill, il s'effondre d'épuisement et frôle la mort. Son supérieur, le brigadier général Samuel Garland, Jr, déclare dans son rapport que Scales est « remarquable pour sa bonne attitude. Saisissant les couleurs de son régiment à un moment critique à Cold Harbor et avançant vers l'avant, il a appelé le 13th à tenir face à eux, et restaurant ainsi la confiance et maintenant ses hommes en position ». Il lui faut attendre jusqu'en novembre pour récupérer, donc il manque la seconde bataille de Bull Run et celle d'Antietam, mais il revient à temps pour les batailles de Fredericksburg et de Chancellorsville.
Au cours de l'hiver de 1862-63, le colonel de 35 ans épouse Kate Anderson, âgée de 18 ans. Elle est la fille d'une famille célèbre du comté de Gaston, en Caroline du Nord.
À Fredericksburg, en décembre 1862, Scales prend temporairement le commandement de la brigade après la blessure du général Pender. Pender remet sont commandement au cours de l'assaut fédéral, en lui disant, « repoussez ces crapules ». Scales ordonne rapidement au commandant C. C. Cole du 22nd North Carolina de déloger l'ennemi, qu'A. P. Hill rapporte comme « joliment réalisé ».
Scales sert de nouveau avec distinction lors de la bataille de Chancellorsville en mai 1863, où il est blessé à la cuisse, restant sur le terrain jusqu'à ce sa perte de sang le force à partir. C'est de son régiment, que le général Pender dit, « je n'ai rien à vous dire, sauf que vous êtes des modèles de devoir, de courage et d'audace ». Dans son rapport officiel Pender se réfère au colonel Sales, comme « un homme courageux comme on doit trouver dans le service ».

### Campagne de Gettysburg
Tandis qu'il est chez lui, récupérant de sa blessure, il est promu au brigadier général le 13 juin 1863, et à son retour, il est affecté au commandement de l'ancienne brigade de Pender lorsque ce-dernier est promu au commandement de la division légère d'A. P. Hill. Lors de la première journée de la bataille de Gettysburg avec la division de Pender, c'est l'attaque de sa brigade qui contribue à ouvrir la voie pour la brigade d'Abner, M. Perrin pour briser la ligne unioniste sur Seminary Ridge et forcer l'ennemi à se replier vers Cemetery Hill.
Au cours de cette attaque, la brigade de Scales subit de lourdes pertes. Il combat personnellement avec beaucoup de bravoure, et est gravement blessé à la jambe par un éclat d'obus sur le Seminary Ridge. Chaque officier supérieur de sa brigade est tué ou blessé sauf deux, et sa brigade, déjà terriblement réduite par ses terribles sacrifices à Chancellorsville, perdu près de 550 hommes sur les 1 350 engagés.
Sur le deuxième jour, à Gettysburg, la brigade est seulement engagée dans une escarmouche, mais le troisième jour de la bataille, elle participe à la célèbre charge de Pickett. La moitié de la division du général Pender, les brigades de James Lane et de Scales, avance lors de la charge avec les division de Pickett et de Pettigrew. Alors que Pender est blessé, ses deux brigades qui participent à la charge sont placées sous le commandement du major général Isaac R. Trimble. En raison de la blessure de Scales, sa brigade est commandée lors de la charge, par le colonel William Lee J. Lowrance. Les éléments de cette brigade sont parmi les confédérés qui ont progressé le plus loin lors de la charge courageuse mais infructueuse.
Avec le général Pender à ses côtés, Scales revient en Virginie, dans une ambulance, et après avoir été laissé à Winchester, il recouvre suffisamment de sa blessure pour reprendre le service, néanmoins le général Pender meurt de ses blessures.

### Service militaire après Gettysburg
Après avoir repris le service à la suite du rétablissement apparent de sa blessure, Scales participe aux campagnes de l'armée de Virginie du Nord au cours de 1864, y compris la Wilderness, Spotsylvania Court House, et le siège de Petersburg. Comme ses précédentes blessures ne sont pas guéries, Scales prend un congé plus tard dans la guerre, et est chez lui en Caroline du Nord lorsque l'armée se rend à Appomattox Court House. Il n'y a pas d'archive qui montre que le général a jamais été formellement mis en liberté sur parole, mais il demande une amnistie à Raleigh le 22 juin 1865, et est amnistié le 18 juin 1866.

## Après la guerre

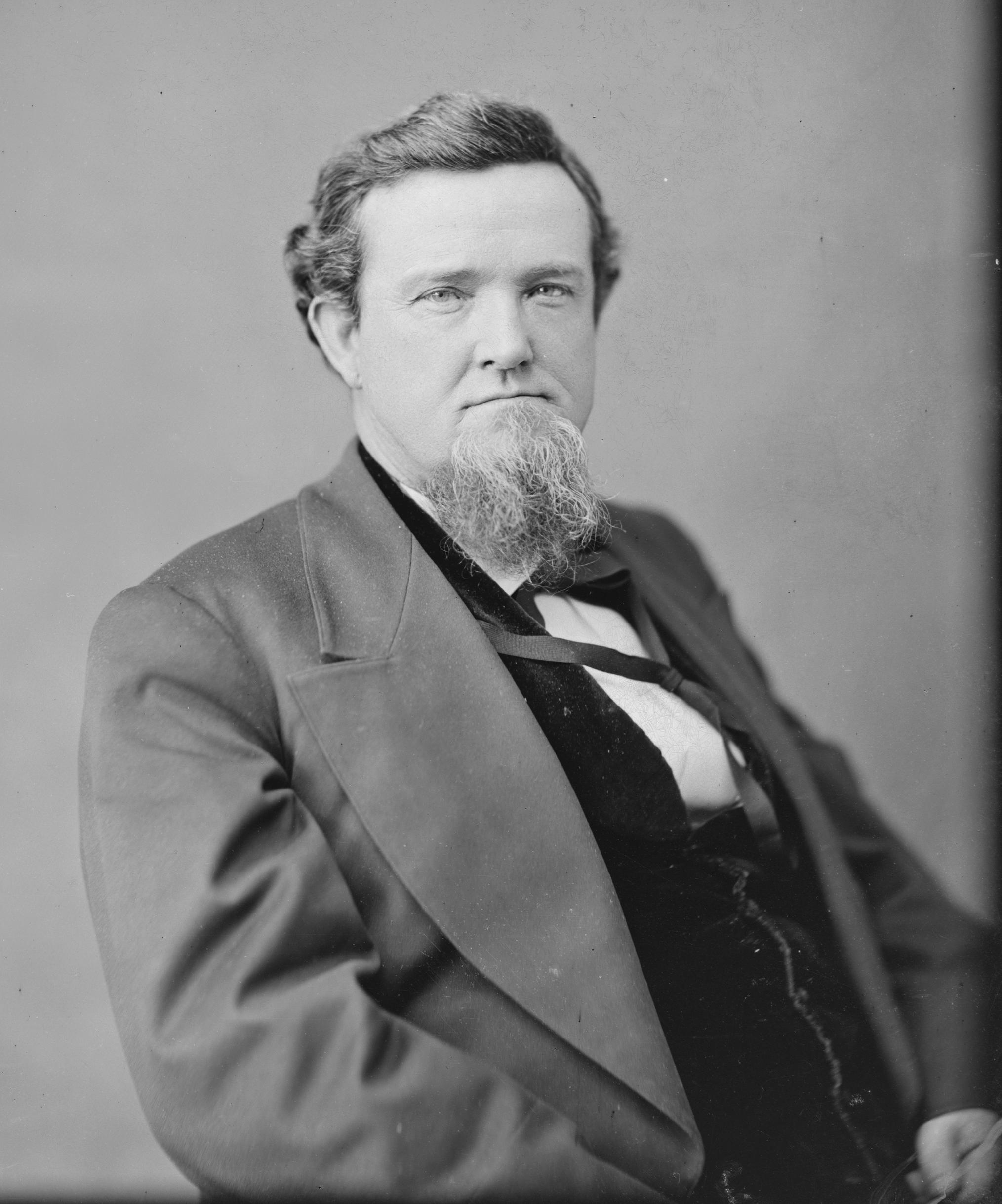
Portrait d'après-guerre

Après la guerre, Scales retourne à la pratique du droit, une profession dans laquelle il a acquis une grande distinction. En 1874, il est élu au quarante-quatrième congrès, et il est réélu pour les quatre congrès successifs. En 1884, il est élu gouverneur de la Caroline du Nord par une majorité de plus de vingt mille voix. À l'expiration de son mandat comme gouverneur en 1888, il se retire définitivement de la vie politique, refusant à plusieurs reprises de se porter candidat à nouveau pour le congrès. En 1888, Scales quitte le gouvernorat et est élu président de la banque de Piedmont à Greensboro, et est son président jusqu'à sa mort.
Scales est toujours en mauvaise santé après avoir quitté le poste de gouverneur en 1888. Son état est diagnostiqué comme la maladie de Bright, altérant tellement son cerveau que, pendant les derniers mois de sa vie, il est seulement conscient pendant de courts intervalles. Il meurt à Greensboro et y est enterré au cimetière de Green Hill.
Alfred Scales était très aimé et respecté de tous. L'historien renommé Douglas S. Freeman, analyse les huit promotions au grade de brigadier général que Lee doit faire après Chancellorsville dit, « une promotion était une question de parcours ... » et ensuite mentionne Scales comme le premier des huit. Au moment de sa mort, tous les commerces à Greensboro ferment et la totalité de la ville assiste à ses obsèques. Sa vie de famille a été toujours agréable. Son épouse, Kate, et sa fille, Mme John Noble Wyllie lui survivent.
Le bureau d'avocats Alfred Moore Scales à Madison est inscrit sur le Registre national des lieux historiques en 1982.